# John Cosin
John Cosin, född 30 november 1594 i Norwich, död 15 januari 1672 i London, var en engelsk kyrkoman.

## Biografi
Cosin påbörjades sin utbildning vid Norwich Grammar School. Sin akademiska utbildning genomförde han vid Caius College i Cambridge. Efter att ha inträtt i det andliga ståndet blev han sekreterare till biskop John Overall av Lichfields stift, senare av Durham och därefter som huskaplan hos dennes efterträdare Richard Neile. I december 1624 utnämndes han efter lång tjänstgöring till prebandarie i Durham.
År 1628 lade han fram sin doktorsavhandling. Från 1627 blev John Cosin känd som författare med sitt verk Collection of Private Devotions, en handbok som påstås ha tillkommit på begäran av kung  Karl I, för dennes drottnings Henrietta Marias hovdamer. Boken, tillsammans med hans renlärighet ifråga om ritualerna i hans kyrka samt hans vänskap med William Laud, ledde till att Cosin mottogs fientligt av puritanerna. Boken kritiserades av bland andra William Prynne och Henry Burton. År 1628 tog Cosin aktiv del i anklagelserna mot sin medbroder Peter Smart, som påstods ha utfört en ceremoni mot kyrkans ordning.
Den 8 februari 1635 utnämndes Cosin till master of Peterhouse vid universitetet i Cambridge; och 1640 utsågs han till vicekansler vid universitetet. I oktober samma år upphöjdes han till dekan vid katedralen i Peterborough. Ett par dagar före sin installation hade parlamentet mötts, varvid klagomål framförts för ledamöterna om Cosins agerande mot Smart. Parlamentet tog därför hans utnämning till dekan under övervägande och 1641 skildes han från uppdraget. Efter allmänna negativa skriverier fick han också avgå från tjänsten från sin mastership of Peterhouse den 13 mars 1644. Han reste till Frankrike och blev predikant i Paris. Där tjänstgjorde han för en del av kungafamiljen, som levde i exil där. Han kunde återvända till England och mästartjänsten i Peterhouse den 3 augusti 1660, återfick alla sina förmåner och inom några få månader senare, i december 1660, steg han upp på biskopsstolen i Durham - varför han redan den 18 oktober 1660 avgick från Mastership-tjänsten i Peterhouse.
Cosin hade stort inflytande över alla träarbetens utformning i kyrkorna i grevskapet Durham, vilket arkitektoniskt betraktas som en unik stil för området. Det är en stil som sammansmälter gotik och jakobinsk form. Altarskåpet i Durhams katedral är ett utmärkt exempel på denna form, liksom kan ses också i kyrkorna i Sedgefield med flera ställen. Cosins träarbeten i Brancepeth har dessvärre förstörts av brand.
Vid kyrkomötet 1661 spelade Cosin en framträdande roll då Allmänna bönboken reviderades. Hans insats innebar att boken fick bättre överensstämmelse mellan bönerna, rubrikerna och den antika liturgin. Han administrerade sitt stift framgångsrikt under elva år; en stor andel av sina inkomster spenderade han på kyrkans intressen, skolor och välgörenhetsorganisationer.

## Cosins åsikter
Trots att Cosin var en rigid förkämpe för konformitet var han villkorslös motståndare till den romersk-katolska kyrkan. De flesta av hans verk visar tydligt på denna antagonism. I Frankrike var han nära knuten till hugenotterna.